# Svanegås
Svanegås (Anser cygnoides) er en andefugl, der lever i Asien.